# グレイト・ジャズ・トリオ
ザ・グレイト・ジャズ・トリオ（The Great Jazz Trio）は、ハンク・ジョーンズが1975年に結成したジャズ・トリオ。GJTの略称で知られ、2010年のハンク・ジョーンズの死去直前まで活動していた。その作品はスタンダードを中心とし、ハンク・ジョーンズ自身の作曲作品やメンバーの作曲作品も多く含まれていた。

## 経歴
1975年春、ハンク・ジョーンズは、ロン・カーター、トニー・ウィリアムスと共にグレート・ジャズ・トリオと名乗ってニューヨークの「ヴィレッジ・ヴァンガード」に出演した。その直後にはトニーが参加しない編成によって『ハンキー・パンキー』が録音されたが、日本の「イースト・ウィンド」レーベルによって企画された渡辺貞夫との共演『アイム・オールド・ファッション』（1976年）の際にトニーがドラムスをつとめるトリオが復活し、『ラヴ・フォー・セール』が翌日に録音された。「イースト・ウィンド」レーベルからの諸作品のプロデューサーは伊藤潔と伊藤八十八がつとめた。
1980年、ベースがエディ・ゴメスに、ドラムスがアル・フォスターに交代して『チャプターII』、松本英彦との『ザ・セッション』の2枚のアルバムが録音された。エディがベースを務めたこの期間は、第2期と呼ばれている。なお、アルとその後任のジミー・コブにはマイルス・デイヴィス・グループの在団経験がある。
1985年10月には、東京「郵便貯金会館」におけるカルテット編成の公演が翌1986年にアルバム『グレイト・ジャズ・カルテット・ライヴ・イン・ジャパン』として発表された。
1988年から「Alfa Jazz」レーベルにおいて木全信がプロデュースするようになり、第3期と呼ばれている。『スタンダード・コレクション』シリーズの制作に際してベースとドラムスが交代した。ベースのマッズ・ヴィンディングとハンクは1983年6月に共演経験があり、ドラムスのビリー・ハートもマイルス・デイヴィス・グループの経験者である。1991年にリリースされた『フラワーズ・フォー・レディ・デイ』において、メンバーがジョージ・ムラーツとロイ・ヘインズに代わった。
1992年から1994年にかけて、尾田悟らと共にクインテット編成のアルバムも制作された。
1998年に「Baybridge」レーベルからリリースされたトリオ編成のアルバム『ホワッツ・ニュー』におけるメンバーは井上陽介とベン・ライリーとなった。
2002年以降、伊藤八十八が設立した「Eighty-Eight's」レーベルから作品を発表するようになり、その初期メンバーはリチャード・デイヴィスと弟のエルヴィン・ジョーンズであった。しかし、エルヴィンが2004年5月18日に死去したため、ジョン・パティトゥッチとジャック・ディジョネットの新メンバーで再始動した。その後もメンバー交代を繰り返し、2010年5月にハンク・ジョーンズが91歳で亡くなる直前まで活動した。

## メンバー
1975年〜（第1期）
- ハンク・ジョーンズ - ピアノ
- ロン・カーター／バスター・ウィリアムス - ベース
- トニー・ウィリアムス - ドラムス

1980年〜（第2期）
- ハンク・ジョーンズ - ピアノ
- エディ・ゴメス - ベース
- アル・フォスター／ジミー・コブ - ドラムス

1985年（グレイト・ジャズ・カルテット）
- ハンク・ジョーンズ - ピアノ
- レイ・ブラウン - ベース
- アラン・ドウソン（英語版） - ドラムス
- サム・モスト（英語版） - フルート、テナーサックス

1988年〜（第3期）
- ハンク・ジョーンズ - ピアノ
- マッズ・ヴィンディング（英語版） - ベース
- ビリー・ハート - ドラムス

1991年
- ハンク・ジョーンズ - ピアノ
- ジョージ・ムラーツ - ベース
- ロイ・ヘインズ - ドラムス

1992年（尾田悟＆ハンク・ジョーンズ・グレイト・ジャズ・クインテット）
- ハンク・ジョーンズ - ピアノ
- 尾田悟 - テナーサックス
- ウォーレン・ヴァシェ・シニア（英語版） - クラリネット
- マッズ・ヴィンディング - ベース
- ビリー・ハート - ドラムス

1993年（グレイト・ジャズ・クインテット）
- ハンク・ジョーンズ - ピアノ
- 尾田悟 - テナーサックス
- ウォーレン・ヴァシェ・シニア - クラリネット
- ジョージ・ムラーツ - ベース
- ルイス・ナッシュ（英語版） - ドラムス

1994年（グレイト・ジャズ・クインテット）
- ハンク・ジョーンズ - ピアノ
- 尾田悟 - テナーサックス
- スライド・ハンプトン - トロンボーン
- アンディー・マッキー（英語版） - ベース
- ルイス・ナッシュ - ドラムス

1998年（第4期）
- ハンク・ジョーンズ - ピアノ
- 井上陽介 - ベース
- ベン・ライリー - ドラムス

2002年（第5期）
- ハンク・ジョーンズ - ピアノ
- リチャード・デイヴィス（英語版） - ベース
- エルヴィン・ジョーンズ - ドラムス（2004年5月18日に死去）

2004年、2005年
- ハンク・ジョーンズ - ピアノ
- ジョン・パティトゥッチ - ベース
- ジャック・ディジョネット - ドラムス

2006年、2007年
- ハンク・ジョーンズ - ピアノ
- ジョン・パティトゥッチ - ベース
- オマー・ハキム - ドラムス

2008年
- ハンク・ジョーンズ - ピアノ
- ジョージ・ムラーツ（復帰）／デヴィット・ウォン（ドイツ語版） - ベース
- ピリー・キルソン - ドラムス

2009年、2010年
- ハンク・ジョーンズ - ピアノ
- デヴィット・ウォン - ベース
- リー・ピアソン - ドラムス

## ディスコグラフィ

### アルバム
1975年〜（第1期）
- 渡辺貞夫の作品に参加, 『アイム・オールド・ファッション』 - I'm Old Fashioned（1976年5月21日録音）(East Wind) 1976年
  - 『ラヴ・フォー・セール』 - Love for Sale（1976年5月22日録音）(East Wind) 1976年
- 『アット・ザ・ヴィレッジ・ヴァンガード』 - The Great Jazz Trio at the Village Vanguard（1977年2月19日、20日録音）(East Wind) 1976年（SJ選定ゴールドディスク）
  - 『アット・ザ・ヴィレッジ・ヴァンガード Vol.2 』- The Great Jazz Trio at the Village Vanguard Vol. 2（1977年2月19日、20日録音）(East Wind) 1976年
  - 『アット・ザ・ヴィレッジ・ヴァンガード・アゲイン』 - The Great Jazz Trio at the Village Vanguard Again（1977年2月19日、20日録音）(East Wind) 2000年
- 渡辺貞夫の作品に参加, 『バード・オブ・パラダイス』 - Bird of Paradise（1977年5月録音）(Flying Disk) 1977年
- 『KJLH』 - Kindness Joy Love & Happiness（1977年10月3日、4日録音）(East Wind) 1977年
  - 『ダイレクト・フロム LA』 - Direct from L.A.（1977年10月6日録音）(East Wind) 1977年
- 『マイルストーンズ』 - Milestones（1978年4月5日録音）(East Wind) 1978年
  - ジャッキー・マクリーンの作品に参加, 『ニュー・ワイン・イン・オールド・ボトルズ』 - New Wine in Old Bottles（1978年4月6日、7日録音）(East Wind) 1978年
- 『カルナヴァル』 - Carnaval（1978年7月30日録音）(Galaxy) 1978年（「田園コロシアム」における「ライブ・アンダー・ザ・スカイ」。渡辺貞夫が参加。）
  - 『ザ・グレイト・トーキョー・ミーティング』 - The Great Tokyo Meeting（1978年7月31日録音）(East Wind) 1978年

1980年〜（第2期）
- 『チャプターII』 - Chapter II（1980年6月録音）(East Wind) 1980年
  - 『モアオーヴァー』 - MoreOver（1980年6月録音）(East Wind) 1980年
  - 松本英彦と共同名義, 『ザ・セッション』 - The Session - Sleepy Meets The Great Jazz Trio（1980年6月、7月録音）(Nippon Phonogram/Next Wave) 1980年
- 『再訪』 Vol.1 - Re-visited Vol.1（1980年10月録音）(Eastworld) 1980年
  - 『再訪』 Vol.2 - Re-visited Vol.2（1980年10月録音）(Eastworld) 1980年
- 『プレイズ・スタンダード』 - The Great Jazz Trio Plays Standard（1980年10月録音）(EMI/Somethin' Else) 1998年
- ナンシー・ウィルソンと共同名義, 『グレート・ジャズ・トリオ＆フレンズ with ナンシー・ウィルソン』 -  Aurex Jazz Festival' 81 / The Great Jazz Trio & Friends With Nancy Wilson（1981年9月録音）(Eastworld) 1981年（アート・ファーマー、ベニー・ゴルソンが参加）
- 『スリーサム』 - Threesome（1982年録音）(Eastworld) 1982年
- ナンシー・ウィルソンの作品に参加, 『ホワッツ・ニュー』 - What's New（1983年9月録音）(Eastworld) 1982年
- 『ザ・クラブ・ニューヨーカー』 - The Club New Yorker（1983年5月録音）(Denon, Interface) 1983年（Lewis Eleyゲストが参加）
- アート・ファーマーの作品に参加, 『アンブロジア』 -  Ambrosia（1983年10月、11月録音）(Denon, Interface) 1984年
- 『ニューヨーク・ソフィスティケイト：デューク・エリントンに捧ぐ』 - N.Y. Sophisticate: A Tribute To Duke Ellington（1983年録音）(Denon, Interface) 1984年
- 大野えりの作品に参加, 『イージー・トゥ・ラブ』 - Easy To Love: Eri Sings Cole Porter (Denon, Interface) 1984年
- 『モンクス・ムーズ』 - Monk's Moods（1984年8月～10月録音）(Denon, Interface) 1984年（日野皓正がゲスト参加）

1985年（参考：グレイト・ジャズ・カルテット）
- 『グレイト・ジャズ・カルテット・ライヴ・イン・ジャパン』 - Great Jazz Quartet Live In Japan（1985年10月録音）(TDK) 1986年（「郵便貯金会館」におけるライヴ）

1988年〜（第3期）
- 『スタンダード・コレクション』Vol.1 - Great Standards Vol.1（1988年録音）(Alfa Jazz) 1988年（木全信がプロデュース）
  - 『スタンダード・コレクション』Vol.2 - Great Standards Vol.2（1988年録音）(Alfa Jazz) 1988年
  - 『スタンダード・コレクション』Vol.3 - Great Standards Vol.3（1989年5月録音）(Alfa Jazz) 1989年
  - 『スタンダード・コレクション』Vol.4 - Great Standards Vol.4（1989年5月録音）(Alfa Jazz) 1989年
  - 『スタンダード・コレクション』Vol.5 - Great Standards Vol.5（1990年3月録音）(Alfa Jazz) 1990年
- 『フラワーズ・フォー・レディ・デイ』 - Flowers for Lady Day（1991年11月録音）(Alfa Jazz) 1992年

1992年〜（参考：グレイト・ジャズ・クインテット）
- 『ジャズに恋して』Vol.1 - Standard Jazz For Lovers Vol.1（1992年12月録音）(Seven Seas Music) 1993年
  - 『ジャズに恋して』Vol.2 - Standard Jazz For Lovers Vol.2（1992年12月録音）(Seven Seas Music) 1993年
  - 『ジャズに恋して』Vol.3 - Standard Jazz For Lovers Vol.3（1993年12月録音）(King) 1994年
  - 『ジャズに恋して』Vol.4 - Standard Jazz For Lovers Vol.4（1993年12月録音）(King) 1994年
- 『マイノリティ・エニワン』 - Minority Anyone（1994年12月録音）(Sony) 1995年
- 『サトリズム』 - Satolism（1994年12月録音）(Venus)　1995年。
のち改題『ジャスト・フレンズ 』 - Just Friends (Venus) 2000年。

1998年（第4期）
- 『ホワッツ・ニュー』 - What's New（1998年6月録音）(Baybridge) 1998年（テオドロス・エイヴリィ（英語版）がゲスト参加。木全信がプロデュース。SJ選定ゴールドディスク。）

2002年〜（第5期）
- 『枯葉』 - Autumn Leaves（2002年5月12日、13日録音）(Eighty-Eight's) 2002年
  - 『いつか王子様が』 - Someday My Prince Will Come（2002年5月、2003年8月録音）(Eighty-Eight's) 2003年
  - 『コラボレーション』 - Collaboration（2002年5月、2004年2月録音）(Eighty-Eight's) 2004年（エルヴィン・ジョーンズ追悼盤。未発表テイク集。）
- 『ス・ワンダフル』 - 'S Wonderful（2004年6月録音）(Eighty-Eight's) 2004年
- 『スピーク・ロウ』 - Speak Low（2005年6月録音）(Eighty-Eight's) 2005年（SJ選定ゴールドディスク）
- 『星影のステラ』 - Stella by Starlight（2006年9月録音）(Eighty-Eight's) 2006年（渡辺貞夫がゲスト参加）
- July 5th : Live at Birdland New York（2007年7月録音）(Eighty-Eight's) 2007年（ライヴ）
  - July 6th : Live at Birdland New York（2007年7月録音）(Eighty-Eight's) 2007年（ライヴ）
- 『ブルー・マイナー』 - Blue Minor（2008年9月録音）(Eighty-Eight's) 2008年（ケイコ・リー、TOKUがゲスト参加[3]。）
- 『ジャム・アット・ベイシー』 - Jam at Basie featuring Hank Jones（2009年8月録音）(Menkoi) 2009年。（一関市「ベイシー」におけるライヴ。クリスタルディスク特別盤。）のち、通常版 (Happinet) 2010年。
- 『ラスト・レコーディング』 - Last Recording（2010年2月録音）(Eighty-Eight's) 2010年（遺作。ロイ・ハーグローヴ、レイモンド・マクモーリンが参加[4]。）

コンピレーション
- 『スタンダード・コレクション』 -  The Great Jazz Trio Standard Collection  (Denon, Interface) 1986年
- 『マイ・ファニー・ヴァレンタイン』 - My Funny Valentine (M&I) 2001年（木全信のプロデュース活動25周年記念盤の1枚）
- The Legend of Jazz (Eighty-Eight's) 2009年
- 『メモリアル・オブ・ハンク・ジョーンズ』 - The Memorial of Hank Jones: Unpublished Anthology（2004年、2008年、2010年録音）(Eighty-Eight's) 2010年（ハンク・ジョーンズ追悼盤。未発表テイク集。ケイコ・リー、TOKU、Tiffany、寺久保エレナが参加。）

### 映像作品
- 2006年 『レジェンド・オブ・ジャズ・ピアノ～ライヴ・アット・ブルーノート東京<Piano solo>』 [DVD]
- 2006年 『ライヴ・アット・ブルーノート東京<Great Jazz Trio>』 [DVD]
- 2006年 『レジェンド・オブ・ジャズ～ライヴ・アット・ブルーノート東京<solo&trio>』 - The Legend Of Jazz — Live At Blue Note Tokyo [Blu-ray] (Eighty-Eight's)

## 出演映像
- 2006年 東京JAZZ 2006 [NHK BS]
- 2008年 東京JAZZ 2008 [NHK BS]
- 2009年 Speak in Music [BS フジ]

他多数